# Crustodontia
Crustodontia is een monotypisch geslacht van schimmels behorend tot de familie Meripilaceae. Het bevat alleen Crustodontia chrysocreas. Deze soort komt in veel landen voor waaronder Verenigde Staten, Costa Rica, Caribisch gebied, Venezuela, Afrika, Sri Lanka, China, Taiwan, Japan, Hawaï, Brunei, West-Australië en Nieuw-Zeeland. In Europa komt de soort zeldzaam voor. De meest noordelijke vindplaats is (51.7°N) in Wit-Rusland.